# 파드메 아미달라
파드메 아미달라(Padmé Amidala, 본명: 파드메 나베리 Padmé Naberrie)는 《스타워즈》 세계관에 등장하는 가공의 등장인물이다. 프리퀄 삼부작에서는 나탈리 포트만이 연기하였다. 디드의 공주와 나부의 여왕을 거쳐 임기 후에는 은하 의회의 상원의원이 되었다. 아나킨 스카이워커의 숨겨진 아내이자 루크 스카이워커와 레이아의 어머니, 카일로 렌으로도 알려진 레이아의 아들 벤 솔로의 할머니이다.

## 상세
나부 행성의 여왕이었으나 후에 물러나고 공화국의 의원으로 활동한다. 위험으로 인해 시녀로 위장하기도 한다. 재위 시절 무역 연합의 반란으로 인해 많은 행성을 오간다. 적극적이고 유능한 활동으로 무역 연합을 진압하며, 분투 중 후 사랑에 빠질 소년 아나킨 스카이워커를 만난다. 아나킨 스카이워커가 제다이로 성장하고 파드메는 의원활동을 하면서 둘은 거부할 수 없는 사랑에 빠지고 결국 결혼을 감행하며 루크 스카이워커와 레아를 임신한다. 아나킨 스카이워커는 파드메가 출산 중 죽음을 예언하는 꿈을 보며 이를 막기 위해 포스의 어두운 면에 집착하고, 다스 시디어스와 결탁해 악에 물든다. 파드메는 아나킨에게 포스 초크를 당하고, 남편이 악에 물들었다는 것과 자신을 위협했다는 것에 충격 받아 이로 인해 살아갈 의지를 잃고 쌍둥이를 낳으며 죽음을 맞는다.

## 연기한 배우
- 나탈리 포트만-스타워즈 에피소드 Ⅰ, Ⅱ, Ⅲ

- 캐서린 타버-스타워즈 클론전쟁